# ديه مارتن
ديه مارتن (بالإنجليزية: Des Martin)‏ هو لاعب كرة قدم أسترالية أسترالي، ولد في 2 أغسطس 1913 في سالي في أستراليا، وتوفي في 7 ديسمبر 1985.

## وصلات خارجية
- ديه مارتن على موقع AustralianFootball.com (الإنجليزية)
- ديه مارتن على موقع AFLtables.com (الإنجليزية)